# Lilian Corbeille
Lilian Corbeille (* 1983 oder 1984) ist ein französischer Filmeditor.

## Leben
Corbeille verbrachte seine Jugend in der Nähe von Fontainebleau im Département Seine-et-Marne. Er interessierte sich früh für den Film und begann mit einem Freund, der einen Camcorder besaß, alles und jeden zu filmen. Mit dem Aufkommen digitaler Technologie in den 2000er Jahren kam Corbeille, der zunächst Regisseur werden wollte, mit Computer-Bearbeitungssoftware in Kontakt und stellte dabei fest, dass es ihm mehr lag, Bilder zu überarbeiten statt sie zu erschaffen. Es folgte ein Studium an der Pariser Filmhochschule La Fémis, wo er einige Kurzfilme schnitt und 2011 seinen Abschluss in Filmschnitt machte. Einer dieser dort entstandenen Kurzfilme, Drari, lief 2011 bei den 64. Internationalen Filmfestspielen von Cannes in der Reihe „Cinéfondation“, in der von Filmhochschulen aus der ganzen Welt eingereichte Kurzfilme gezeigt werden. Bei zwei Kurzfilmen führte Corbeille auch Regie. Sein Kurzfilm Les Trous noirs wurde 2011 mit dem VFF Young Talent Award des Filmschoolfest Munich ausgezeichnet und 2016 innerhalb der Reihe „30 Jahre La Fémis“ auch auf dem Kurzfilmfestival von Clermont-Ferrand gezeigt.
Mit Liebe auf den ersten Schlag (2014) von Thomas Cailley, mit dem er seit dem Studium an der Fémis befreundet ist und dort an zwei Kurzfilmen gearbeitet hatte, schnitt Corbeille seinen ersten Langfilm. Dafür erhielt er seine erste Nominierung für den César in der Kategorie Bester Schnitt. Es folgten das Filmdrama Kaum öffne ich die Augen (2015) von Leyla Bouzid, die wie er und Cailley 2011 ihren Abschluss an der Fémis gemacht hatte, und der Dokumentarfilm Kleine Helden (2016) über schwerkranke Kinder. Für den Schnitt des Films Bloody Milk von einem weiteren Studienfreund, Hubert Charuel, über einen Bauern, der seine Kühe vor einer Seuche retten will, wurde Corbeille zusammen mit Julie Lena und Grégoire Pontécaille 2018 erneut für den César nominiert. Cailleys aufwändiger in der Zukunft spielender Abenteuerfilm Animalia, der 2023 bei den 76. Internationalen Filmfestspielen von Cannes in der Sektion Un Certain Regard vorgestellt wurde und für den Corbeille acht Monate lang am Schnitt gearbeitet hatte, bescherte diesem eine weitere César-Nominierung.
Auch für Fernsehserien wie Engrenages, Ad Vitam und Baron Noir trat Corbeille als Filmeditor in Erscheinung.
Corbeille lebt seit 2018 mit seiner Frau und einem Kind in Pantin nordöstlich von Paris.

## Filmografie (Auswahl)
- 2011: Paris Shanghai (Kurzfilm)
- 2011: Drari (Kurzfilm)
- 2012: Baba Noël (Kurzfilm)
- 2014: Liebe auf den ersten Schlag (Les Combattants)
- 2015: Kaum öffne ich die Augen (À peine j’ouvre les yeux)
- 2016: D’une pierre deux coups
- 2016: Kleine Helden (Et les mistrals gagnants)
- 2016: Die Weissagung (Damoclès) (TV-Film)
- 2017: Bloody Milk (Petit paysan)
- 2017: Engrenages (TV-Serie, drei Folgen)
- 2017: Vent du Nord
- 2018: Das erste Jahr (Première année)
- 2018: Ad Vitam (TV-Serie, drei Folgen)
- 2019: Vernon Subutex (TV-Serie, neun Folgen)
- 2019: Le Miracle du Saint Inconnu
- 2020: Baron Noir (TV-Serie, eine Folge)
- 2021: Eine Geschichte von Liebe und Verlangen (Une histoire d’amour et de désir)
- 2022: Tropique de la violence
- 2022: Oussekine (TV-Miniserie, zwei Folgen)
- 2023: Animalia (Le Règne animal)
- 2024: La Pampa

## Auszeichnungen
- 2015: Nominierung für den César in der Kategorie Bester Schnitt für Liebe auf den ersten Schlag
- 2018: Nominierung für den César in der Kategorie Bester Schnitt zusammen mit Julie Lena und Grégoire Pontécaille für Bloody Milk
- 2024: Nominierung für den César in der Kategorie Bester Schnitt für Animalia